# Грузнищево
Грузнищево — деревня в Великоустюгском районе Вологодской области.
Входит в состав Марденгского сельского поселения, с точки зрения административно-территориального деления — в Марденгский сельсовет.
Расстояние по автодороге до районного центра Великого Устюга — 7 км, до центра муниципального образования Благовещенья — 8,5 км. Ближайшие населённые пункты — Сывороткино, Меденицыно, Куликово, Ишутино, Перемилово.
По переписи 2002 года население — 8 человек.